# Яйцева змія африканська
Яйцева змія африканська (Dasypeltis scabra) — неотруйна змія з роду Яйцева змія родини Вужеві. Має 2 підвиди. Інші назви «звичайний яйцеїд» та «ромбічний яйцеїд».

## Опис
Загальна довжина досягає 1,1 м, зазвичай менше - близько 80 см. Луска тулуба з добре розвиненими кілями. Очі відносно невеликі. Забарвлення сильно мінливе. Найтиповіша «ромбічна» форма: основні кольори — світло-коричневий, рудуватий або сірий. Уздовж хребта проходить рядок овальних або ромбічних темних плям, розділених білими проміжками, на шиї часто 1—2 V-подібних ліній, з боків є виразні вертикальні або похилі темні смуги. Зустрічаються екземпляри зі слабко вираженим малюнком або взагалі з відсутністю такого (однокольорно коричневі, помаранчеві або сіруваті).

## Спосіб життя
Полюбляє вологі та сухі савани, напівпустелі, прибережні та гірські ліси, високотравні луки. Активні вночі. Харчуються пташиними яйцями.
Це яйцекладна змія. Самка відкладає до 25 яєць. 

## Розповсюдження
Це ендемік Африки. Мешкає на більшій частині Африканського континенту за винятком масивів центральної Сахари й екваторіальних дощових лісів, від Мавританії, Сенегалу та Судану на півночі до Південно-Африканської Республіки на півдні. Реліктові популяції існують у південно-західному Марокко та в районі Файюма в Єгипті. Заходить на південний захід Аравійського півострова.

## Підвиди
- Dasypeltis scabra loveridgei
- Dasypeltis scabra scabra